# Bonn Capitals

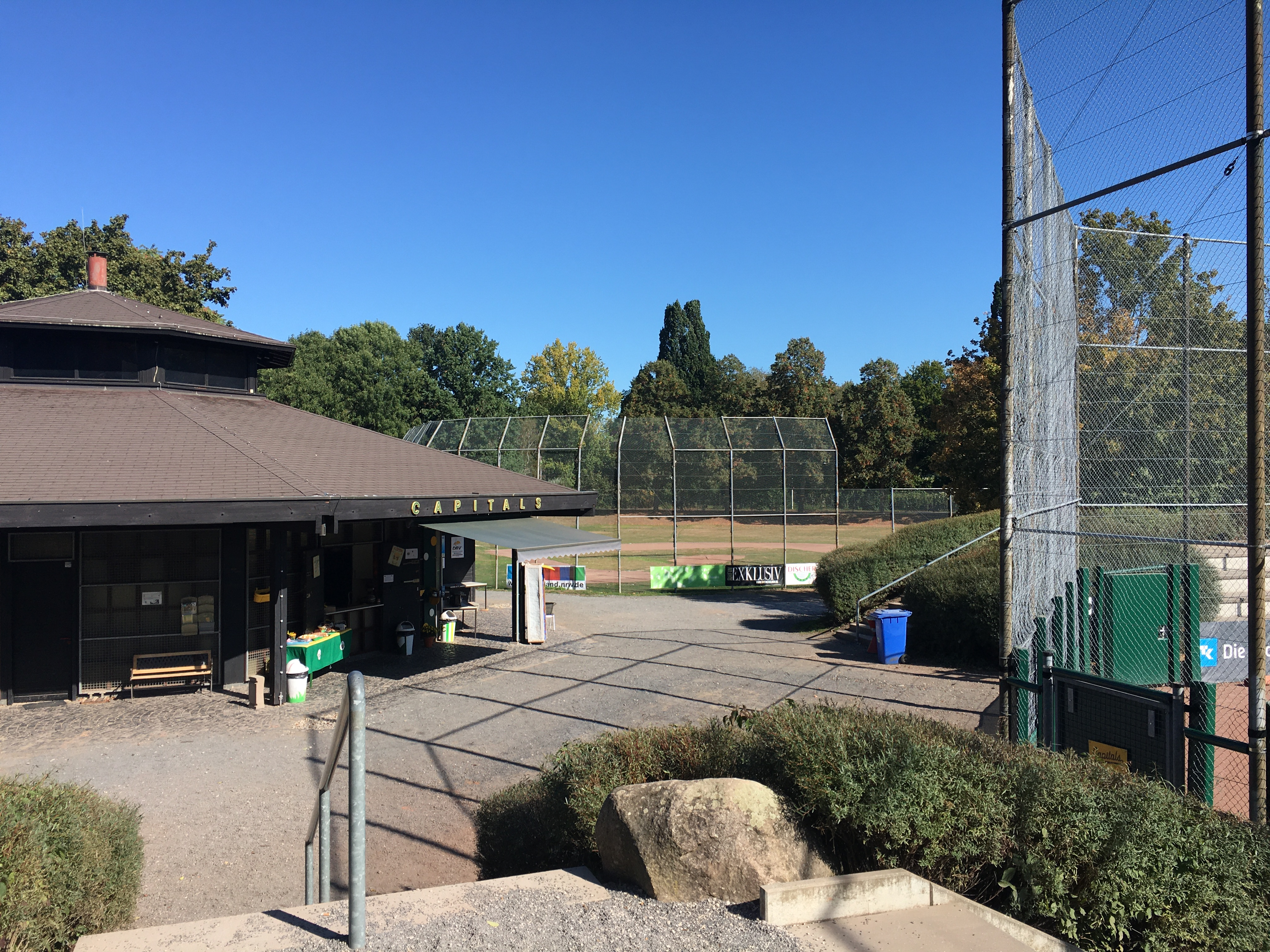
Pavillon der Capitals am Baseballstadion Rheinaue

Die Bonn Capitals (vollständig 1. Baseball- und Softballclub Bonn Capitals e. V.) sind ein am 8. November 1989 in Bonn von Studenten gegründete deutsche Baseball-Verein. Der Deutsche Meister und Pokalsieger gehört zu den erfolgreichsten Baseball- und Softball-Mannschaften in Deutschland. Der Verein spielt heute u. a. sowohl in der 1. Baseball-Bundesliga als auch in der 1. Softball-Bundesliga, jeweils in der Nord-Staffel. Insgesamt sammelten die Capitals bisher 33 Titel auf nationaler Ebene.

## Geschichte

### Gründung und Aufstieg in die 1. Bundesliga
1990 startete der geregelte Spielbetrieb der Bonn Capitals in der damals niedrigsten Liga NRWs, der Landesliga. Die Mannschaft beendete die Saison ungeschlagen und steigt somit in die Verbandsliga auf. Ein Jahr darauf wurde die 1. Mannschaft in der Verbandsliga sechster, musste aber wegen der Neustrukturierung der Ligen dennoch in die Landesliga absteigen. Im darauf folgenden Jahr stieg man wiederum auf.
1993 gewann die 1. Mannschaft die Verbandsliga-Meisterschaft und erreichte über die Play-offs die 2. Bundesliga. Es war auch das erste Jahr der Damen-Softball-Mannschaft.
1994 stieg Die Erste nach einer hervorragenden Saison in die Bundesliga auf. Zudem wurde das erste All Star-Game der 1. Bundesliga in Bonn vor 500 Zuschauern ausgetragen. Nachdem man sich 1995 zwischenzeitlich auf Platz drei befand, verpasste man am Ende der Saison mit Platz fünf knapp die Play-offs, die Softball-Damen aber werden in ihrer Liga NRW-Meister.

### Vizemeisterschaft und Pokalsieg
Die Saison 1996 beendete man als Dritter. Der Gewinn des Deutschen Pokalwettbewerbs brachte die Bonner 1997 in den Europäischen Baseball-Wettbewerb. 1997 kam man dank einer Spielzeit mit 23:5-Siegen in der regulären Saison auf den ersten Platz in der Nordgruppe. Im Halbfinale der Play-offs war allerdings gegen die Lokstedt Stealers (mittlerweile HSV Stealers) Endstation. Im Europapokal der Pokalsieger reichte es für die Caps im südfranzösischen Montpellier nur zum dritten Platz.
Im Jahr ihres zehnjährigen Bestehens 1999 feierten die Capitals ihr bis dahin erfolgreichstes Jahr. Die Juniorenmannschaft blieb die gesamte Saison über unbesiegt und gewann nach dem NRW-Meistertitel auch den Titel des Deutschen-Juniorenmeisters. Die 2. Herrenmannschaft stieg in die Verbandsliga auf. Die Mannschaft der 1. Bundesliga wurde nach der Play-off-Niederlage gegen die Paderborn Untouchables Zweiter der regulären Saison und erreichte damit die Vizemeisterschaft.

### Etablierung in der Baseball-Bundesliga
Die folgenden Jahre wurden für die Capitals weniger erfolgreich, 2003 konnte man in den Playdowns den Abstieg gegen die Elmshorn Alligators und die Lokstedt Stealers gerade noch verhindern. 2004 weckte der 2. Platz in der Abschlusstabelle der Vorrunde Hoffnungen auf die Teilnahme am Halbfinale um die Deutsche Meisterschaft, die aber nach 5 Play-off-Spielen gegen die Fürth Pirates ein Ende fanden.
In der Endrunde des DBV-Pokals 2006 reichte es dann für die Baseballer der Bonn Capitals nur zu Platz zwei. Im Endspiel unterlagen sie den Favoriten Regensburg Legionären mit 2:12. Nachdem bereits 2001 die Europameisterschaft der Senioren in Bonn stattfand, wurde im August 2009 die Europameisterschaft der Junioren in Baseballstadion Rheinaue ausgetragen.

### Nordmeisterschaften, Meisterschaften im Jugendbereich und erste deutsche Baseball-Meisterschaft
2015, 2016, 2017 und 2018 wurden die Capitals viermal in Folge als Bestplatzierter der Nordstaffel nach der regulären Saison Nordmeister, 2018 mit einer perfekten Saison von 40 Siegen in 40 Spielen. 2017 erreichten die Capitals dabei zum zweiten Mal das Finale um die deutsche Baseballmeisterschaft, mussten sich aber den Heidenheim Heideköpfen mit 2:3 geschlagen geben. Auch in der Saison 2018 spielten die Bonn Capitals die Finalserie gegen die Heidenheim Heideköpfe aus, nachdem sie sich zuvor im Halbfinale gegen die Regensburg Legionäre durchgesetzt hatten. Bonn gewann in der Best-of-Five-Serie das erste Spiel, verlor jedoch die nächsten zwei Partien. Durch einen Sieg im heimischen Baseballstadion Rheinaue in Spiel vier konnte jedoch ein fünftes Spiel erzwungen werden. Die Capitals gewannen Spiel fünf mit 7:5, jedoch verzögerte sich die Entscheidung über den Meisterschaftstitel aufgrund eines durch die Heidenheim Heideköpfe eingelegten Protests gegen eine Schiedsrichterentscheidung in Spiel 4. Dieser wurde allerdings abgelehnt. Somit wurden die Capitals erst zehn Tage später am grünen Tisch des Sportgerichts des Deutschen Baseball und Softball Verbandes zum ersten Mal deutscher Meister.
In diesem Jahr konnten die Capitals auch den zweiten Platz beim europäischen CEB-Cup erreichen.
2017 stieg das Softball-Team in die erste deutsche Bundesliga auf.
Die Saison 2019 beendeten die Capitals nach der regulären Saison auf dem dritten Tabellenplatz. Der Mannschaft gelang der Einzug in das Finale der Baseball-Bundesliga, wo sie im vierten Spiel der Finalserie gegen die Heidenheim Heideköpfe im Baseballstadion Rheinaue mit einem Spielstand von 2:3 unterlag und die Saison damit als Vizemeister abschloss.
Noch erfolgreicher verlief die Saison im Nachwuchsbereich. Sowohl bei den Schülern als bei der Jugend konnten sich die Bonn Capitals die deutsche Meisterschaft sichern. Mit der Meisterschaft in der Landesliga NRW konnte sich die dritte Mannschaft der Capitals außerdem den Aufstieg in die Verbandsliga sichern.
2020 wurden die Capitals mit einer Niederlage in der auf 14 Spiele COVID-19-bedingt verkürzten Regular-Season Nordmeister; wie bereits 2017 und 2019 verloren sie jedoch das Endspiel um die deutsche Meisterschaft gegen Heidenheim.

### Etablierung in der europäischen Spitze und Meisterschafts-Double 2022
Im Juli 2021 belegten die Capitals beim europäischen Champions-Cup-Turnier den zweiten Platz, der größte Erfolg des deutschen Baseballs nach den Finalteilnahmen 1967 und 2010. Im gleichen Monat sicherte sich der Verein mit 14 Siegen in 14 Spielen der erneut wegen der COVID-19-Pandemie verkürzten regulären Saison die Nordmeisterschaft. Nachdem sich die Capitals im Viertelfinale gegen die Dohren Wild Farmers und im Halbfinale gegen die Paderborn Untouchables durchgesetzt hatten, unterlagen sie in der Finalserie wie schon 2019 und 2020 den Heideköpfen aus Heidenheim.
Das Damen-Softballteam der Capitals erreichte 2021 erstmals das Finale um die deutsche Meisterschaft, musste sich aber den Wesseling Vermins geschlagen geben, die ihre Serie an Meistertiteln fortsetzen konnte. Im Deutschlandpokal Softball, in dem der Vizemeister gegen einen Turniersieger der anderen Bundesliga-Teams um den zweiten internationalen deutschen Startplatz kämpft, konnten sich die Bonner Softballerinnen in der Best-of-3-Finalserie mit 2-1 gegen die Hamburg Knights durchsetzen.
Im Juni 2022 richteten die Capitals den European Baseball Champions Cup 2022 aus, sie wurden starker Dritter nach einer knappen Niederlage im Halbfinale, während der andere deutsche Vertreter Heidenheim durch Abstieg den zweiten deutschen Startplatz verlor. In der regulären Saison verbuchten die Capitals in der Bundesliga Nord 21 Siege bei nur einer Niederlage und wurden souverän Nordmeister. Die Viertelfinalserie gegen die Mainz Athletics gewannen die Capitals ebenso mit 3:1 wie die Halbfinalserie gegen die Heidenheim Heideköpfe. Am 4. September 2022 wurden die Bonn Capitals zum zweiten Mal in ihrer Vereinsgeschichte Deutscher Meister im Baseball, nachdem sie die Paderborn Untouchables in der Best-of-5-Serie mit 3:0, 10:3, 2:5 und 5:2 in vier Spielen besiegt hatten.
Die Softball-Damen erreichten bei ihrem ersten internationalen Turnier, dem European Cup Winners Cup, sofort den 3. Platz. Erstmals konnten sich die Capitals in der Softball-Bundesliga Nord gegen die Konkurrenz durchsetzen und schlossen die reguläre Saison mit 18 Siegen bei nur 2 Niederlagen als Nordmeister ab. In der Best-of-3-Halbfinalserie wurden die Freising Grizzlies mit 2:0 besiegt, um schließlich am 24. September 2022 sich mit 3:1 (6:3, 4:2, 2:3 und 4:2) in der Best-of-5-Finalserie gegen die Wesseling Vermins durchzusetzen und damit ihren ersten deutschen Meistertitel im Softball zu erringen.
Die Bonn Capitals sind damit nach den Mannheim Tornados (1997) der zweite deutsche Club, der in einem Jahr gleichzeitig die Meistertitel im Herren-Baseball und Damen-Softball gewinnen konnte.
In der Saison 2023 konnte die Softball-Mannschaft zunächst nahtlos an die Meister-Saison 2022 anknüpfen und sicherte sich ungefährdet mit 19 Siegen aus 20 Spielen erneut den Titel in der Bundesliga Nord. In der Viertelfinale-Serie der Play-offs um die deutsche Meisterschaft wurden die Regensburg Legionäre mit 2:1 Spielen geschlagen, im Halbfinale die Mannheim Tornados in gleicher Höhe. Außerdem konnte die Mannschaft bei der ersten Teilnahme am European Premier Cup, dem Europapokal der Landesmeisterinnen, direkt den 3. Platz erringen. Die Finalserie ging dann aber mit 2:3 Spielen gegen die Wesseling Vermins verloren. Auch im Deutschland-Pokal verloren die Capitals, nach zwei Siegen gegen die Mannschaft aus Stuttgart im Final-Four-Turnier, im Endspiel gegen den Deutschen Meister aus Wesseling.
Die Baseball-Mannschaft hatte nach Abgang mehrerer Pitcher (Karriereende, berufsbedingter Umzug, College-Ausbildung in den USA, Verletzungen) Startschwierigkeiten, konnte sich am Ende aber doch wieder den Titel in der Bundesliga Nord sichern und ist dort nun mit neun Erfolgen alleiniger Rekord-Champion. In der Viertelfinal-Serie um die deutsche Meisterschaft schalteten die Herren der Capitals das Team der Disciples aus München mit 3:1 Spielen aus. Im Halbfinale gegen den amtierenden deutschen Vize-Meister Paderborn war dann dieses Jahr aber Endstation als man nach zwei Niederlagen in der Verlängerung ausschied. Auch im Deutschland-Pokal scheiterte die Mannschaft dann im Halbfinale und wird daher 2024 erstmals seit Jahren nicht an einem europäischen Wettbewerb teilnehmen.

### Anhaltender Erfolg trotz Umbruch 2024
In der Saison 2024 kam es sowohl im Herren-Baseball- als im Damen-Softball-Bundesligateam zu einem deutlichen Umbruch. Leistungsträger verließen die Mannschaft ins Ausland, zu Konkurrenz-Vereinen oder zum Ende der Karriere, Trainerstab und Vereinsleitung wechselten.
Dennoch gewannen beide Teams 2024 erneut die Titel in ihrer jeweiligen Bundesliga, die Herren wurden zum zehnten Mal „Nordmeister“, die Damen zum dritten Mal.
Die Herrenmannschaft wurde am 21. September 2024 zum dritten Mal deutscher Baseball-Meister. In der Viertelfinal-Serie hatte man sich mit 3:2 Siegen gegen die Mainz Athletics, in der Halbfinal-Serie ebenfalls mit 3:2 Siegen gegen den Vorjahresmeister Heidenheim Heideköpfe durchgesetzt. Auch die Final-Serie gegen die Paderborn Untouchables ging über die volle Distanz von fünf Spielen, bis die Capitals mit 5:4, 1:7, 1:0, 3:8 und 2:0 das bessere Ende für sich hatten.
Das Damenteam wurde, wie schon 2021 und 2023, deutscher Vizemeister im Softball. In der Viertelfinal-Serie hatte das Team sich mit 2:1 Siegen gegen Regensburg durchgesetzt, im Halbfinale war es das gleiche Ergebnis gegen die Konkurrenz aus Neunkirchen. So kam es zum vierten Mal in Folge zum Finale zwischen den beiden Nachbarn aus Bonn und Wesseling, das das Team aus der Chemie-Stadt mit 2.0 Siegen (12:3 und 7:6) gewann. Den Deutschland-Pokal und damit den zweiten deutschen Startplatz im Europapokal konnte sich das Team im Final-Four-Turnier durch Siege gegen Regensburg, Freising und Stuttgart sichern.
Am 11. Mai 2025 feierten die Bonn Capitals ihr eintausendstes Spiel in der Baseball-Bundesliga, sie sind erst der vierte Verein, der diese Zahl erreichen konnte. Am 12. Juli konnte sich das Herren-Team mit einem 13:2-Sieg gegen Tabellenschlusslicht Hünstetten Storm vorzeitig die Nord-Meisterschaft sichern. Eine Woche zuvor setzten sich die Bonn Capitals im Baseball European Champions Cup gegen Vorjahressieger Draci Brno mit 15:0 und 3:0 durchsetzen und erreichte damit zum zweiten Mal das Finale um den höchsten Titel im europäischen Vereins-Baseball. Dieses verloren sie am 30. Juli mit 4:8 gegen den deutschen Konkurrenten Heidenheim.
Sowohl das Herren-Baseball- als auch das Damen-Softball-Team konnten sich im Juli 2025 jeweils den Titel in der Nord-Staffel der Bundesliga sichern. Die Herren kamen auf eine Bilanz von zwanzig Siegen aus vierundzwanzig Spielen, die Damen sogar auf siebenundzwanzig Siege aus achtundzwanzig Begegnungen.
Am 16. August setze sich die Softball-Damen im Viertelfinal-Playoff um die deutsche Meisterschaft mit 11:0 und 7:0 gegen die Tübingen Hawks durch. 

## Zuschauerzahlen
Nachfolgend sind Zuschauerzahlen von Spielen der Bonn Capitals in ihrem Heimstadion, dem Baseballstadion Rheinaue, dargestellt (entnommen aus Medienberichten des General-Anzeiger Bonn, der Südwest Presse sowie der Eigendarstellung der Bonn Capitals).
| Datum              | Spiel              | Gegner                | Zuschauer |
| ------------------ | ------------------ | --------------------- | --------- |
| 7. Oktober 2017    | Finale Spiel 3     | Heidenheim Heideköpfe | 1200      |
| 8. Oktober 2017    | Finale Spiel 4     | Heidenheim Heideköpfe | 2000      |
| 15. September 2018 | Halbfinale Spiel 3 | Regensburg Legionäre  | 900       |
| 16. September 2018 | Halbfinale Spiel 4 | Regensburg Legionäre  | 1200      |
| 13. Oktober 2018   | Finale Spiel 4     | Heidenheim Heideköpfe | 1700      |
| 14. Oktober 2018   | Finale Spiel 5     | Heidenheim Heideköpfe | 2000      |
| 3. August 2019     | Finale Spiel 3     | Heidenheim Heideköpfe | 1200      |
| 4. August 2019     | Finale Spiel 4     | Heidenheim Heideköpfe | 2000      |